# Schell-kastély (Katalinpuszta)
A Tengelic község környéki Katalinpuszta (németül Galine) nevezetessége az itt található 19. századi kastély. Az impozáns, csaknem 4600 m²-es épület eredetileg klasszicista stílusban épült, amelyet a történelem során többször átalakítottak, így jelenlegi állapotában historizáló stílusú. 
A hajdani Katalin-major központi épülete, egy körülbelül 1 km hosszú bekötőúton közelíthető meg a Paksról Kölesdre vezető országútról letérve.

## Nevének eredete
Katalinpuszta nevét az építtető Jeszenszky Kálmán lányáról kapta. A Jeszenszky család  benősüléssel szerzett nagy területeket a Gindly-uradalomból, mely a mai Tengelic település körül terült el. Utolsó tulajdonosa az államosítás előtt a báró Schell család volt, amely a gazdaságot a kastéllyal az 1890-es évek végén vásárolták meg. A Schell családot a kommunista diktatúra 1950. május 1-jén lakoltatta ki. Jelenleg egy állami gazdaság tulajdona, régebben vendégháznak, munkásszállónak használták, de ma már meglehetősen rossz állapotban van.

## Kastély leírása
Ősfás parkban szabadon álló, H alaprajzú, földszintes, illetve É-i szárnyán emeletes, részben alápincézett épület, részben beépített tetőtérrel. A főszárny felett nyeregtető, tetőablakokkal, a keresztszárnyak felett manzárdtető tetőablakokkal. 
A főszárny keleti homlokzatán enyhén kilépő, manzárdtetős, attikafallal lezárt középrizalit, középtengelyében triglifes párkányzatú aedikulával keretelt, néhány lépcsőfokkal megemelt bejárat. A főszárny nyugati homlokzatán enyhén kilépő, manzárdtetős, áttört attikafallal lezárt, pilaszterekkel hangsúlyozott középrizalit, középtengelyében vasszerkezetű előtető alatt néhány lépcsőfokkal megemelt bejárattal. A déli keresztszárny ÉNy-i sarkánál észak felől nyíló kápolnabejárat, törtvonalú szemöldökpárkány alatt kopott címerrel. Az északi keresztszárny keleti oldalán attikafalas, manzárdtetős, timpanonnal lezárt, emeletén áttört mellvédű, íves árkádokkal megnyitott középrizalit; nyugati oldalán 
vasszerkezetű előtető alatt aszimmetrikus helyzetű bejárat. Kéttraktusos belső, síkfödémes helyiségek, az emeletes szárny lépcsőházában szecessziós stukkódísz, szalonjában szecessziós cserépkályha. A déli keresztszárnyban kis kápolna. Feltehetően XIX. század eleji, földszintes, klasszicista kúria bővítésével és átalakításával jött létre, a nyílászárók is ebből az időből valók.  
Körülötte 19. és 20. századi melléképületek találhatók.

## További információ
- Látnivalók Tengelicen - tengelic.hu[halott link]